# 李鄘
李鄘（8世纪—820年9月14日），字建侯，唐朝官员，唐宪宗年间曾短暂被任命为宰相，但他拒绝办公，从未行使宰相职权。

## 生平
李鄘与杨凭、穆质、许孟容、王仲舒为友，号“杨穆许李”，都任气自负。
唐代宗大历年间（766年-779年），李鄘中进士，在书判的考试中被评为高等，被任为秘書正字，后被李怀光所辟，累迁监察御史。

### 唐德宗年间
唐代宗之子唐德宗在位时，兴元元年（784年），李怀光反叛，占领河中。李鄘认为再跟着李怀光对自己家不利，于是称兄长在东都洛阳染病，母亲思念兄长。李怀光虽然同意他的母亲离开，并没有放行李鄘的妻儿。李鄘却把母亲和妻儿都送到洛阳。当李怀光为此责骂他时，李鄘说：“我李鄘在军中，不能侍奉老母，但你为什么不让我的妻子侍奉婆婆呢？”李怀光无言以对。李鄘与同在军中的前宰相高郢劝止河中、绛州节度使浑瑊孤军抗击叛军，又密奏李怀光军虚实及攻取之势，德宗赐手诏相劳。贞元元年（785年）三月，李怀光都虞候呂鳴岳被发现和奉诚军、晋、慈、隰节度使充管内诸军行营副元帅河东节度使馬燧私通，李怀光杀其全家，还发现李鄘、高郢也牵扯其中，集结军队公开诘问他们，李鄘和高郢则称他们只忠于皇帝。李鄘词激气壮，三军义之，李怀光不敢杀，将他们拘押。八月，李怀光自杀，所部向馬燧投降，馬燧释放了李鄘和高郢，致礼，表李鄘为从事。后因馬燧不听从自己的建议，李鄘离开他，在洛阳退隐。时任山南東道节度使的曹王李皋致礼辟他做幕僚，署从事，奏兼殿中侍御史。随后他被召回京城长安，任吏部員外郎。
十六年（800年），徐泗濠节度使张建封去世，所部士兵拒绝朝廷诏令，迫张建封子張愔继任，杀了知留后徐州判官郑通诚、大将段伯熊等数人，拘押了监军宦官。張愔自称兵马留后。德宗下诏选择临危不惧者慰谕徐州军，以李鄘刚敢，命为徐州宣慰使。李鄘说服他们释放了监军宦官并使后者复为监军，徐州乱军不敢相犯。張愔向朝廷上表，求李鄘转交。李鄘见張愔在表章中自称兵马留后，指出此职未被朝廷认可，要求削去此称呼，然后将表章转交。随后，德宗任張愔为徐州團練使。李鄘回长安后，任吏部郎中。

### 唐顺宗年间
唐德宗于贞元二十一年（805年）正月驾崩后，重病的太子继位为唐顺宗，李鄘进位御史中丞，八月，顺宗内禅于皇太子唐宪宗。

### 唐宪宗年间
永贞元年（805年）十月，李鄘任京兆尹。元和（806年-821年）元年（806年）二月，李鄘改任尚书右丞。八月，长安匪患严重，李鄘再任京兆尹。李鄘整肃奸暴，很树立威望。二年（807年）六月，他又被拜为检校礼部尚书、凤翔陇右节度使、鳳翔尹。之前的凤翔节度使经常兼神策行营，并在就任前先谒见神策军中尉。李鄘认为这不妥，在他的上表请求下，宪宗去其神策行营号。在任上曾征辟前湖南从事于敖。四年（809年）二月，宰相裴垍向宪宗指出河东节度使嚴綬在位无所作为，荐李鄘取代，三月，宪宗同意了，并将嚴綬召回长安。六月，李鄘也被召回，任刑部尚書、兼御史大夫、充诸道盐铁转运使。
七月，李夷简劾奏时任京兆尹的杨凭之前为江西观察使时所犯赃罪及其他不法事，敕付御史台，李鄘与大理卿赵昌查案，又逮捕杨凭前江西判官、监察御史杨瑗，最终杨凭被贬。衢州人余常安为报杀父、叔之仇，杀同乡谢全，刺史元锡奏请轻判，李鄘执意不可，余常安被处死。
十月，宪宗命当权宦官左神策中尉吐突承璀为左、右神策、河中、河阳、浙西、宣歙等道行营兵马使、招讨处置等使，统军讨伐控制成德镇的军阀王承宗，李鄘和度支使李元素、京兆尹许孟容、御史中丞李夷簡、谏议大夫孟简、给事中呂元膺、穆質、右补阙獨孤郁及其他谏官段平仲、白居易等都在延英殿反对，最后宪宗仍然维持任命，但将吐突承璀的职衔由行营招讨处置使降为招讨宣慰使，削四道兵马使。
五年（810年）十二月，李鄘任检校吏部尚书，兼扬州（淮南军部）大都督府长史，充淮南节度使。李鄘在凤翔和河东任职时严格而且时常变更旧制度，使人心不安，所以任期都不长。在淮南，他被加检校左仆射，仍然严格，但却令行禁止，把地方管理得很好且府库充盈。辟蓝田主簿崔戎及罗让等。但同时他在管理上很粗暴，他的参佐无法阻止军吏粗暴行法乃至冤杀居民。李鄘的名声因此受损。但他对僧人释灵坦郑重加礼，召居华林寺。当朝廷讨伐控制彰义军的军阀吴元济时，吴元济的盟友平卢节度使李师道调兵对淮南边境施压，李鄘从楚州和壽州调集约二万军队防止吴、李进攻，花费很多，却没有向有司请要。由于国库在对吴元济的作战中耗尽，宪宗派盐铁转运副使程异去各镇征收军用。李鄘贡上了淮南镇的盈余，只保留一年的储蓄，其他镇也照做，缓解了国库的危机。
六年（811年），吐突承璀被贬为淮南监军。他和李鄘彼此尊重，互不冒犯。九年（814年），吐突承璀被召回长安，推荐李鄘任宰相。十一年（816年）十一月，新罗派遣入朝的王子金士信等遇恶风，一行人飘至楚州盐城县界，李鄘上报此事。十二年（817年）十月，宪宗召李鄘征拜門下侍郎，授同中書門下平章事，拜为宰相。但李鄘出入显重，自认为不适合当宰相，年纪也大了，更为被宦官荐举感到耻辱。当僚属准备奏乐庆祝时，李鄘哭着说：“我老了，想在地方上安享晚年，宰相不是我能胜任的！”他去长安的行程很慢，十二月到达长安后称病回家，没有参与宰相事务，不入见宪宗，也不见来官邸探病的下属，不停上表请辞。十三年（818年）三月，宪宗改授他守戶部尚書，其相位由李夷簡替代。十四年（819年）十一月，他改任检校左仆射，兼太子李恒宾客，分司东都，不久以太子少傅致仕。
后南宋监察御史颜师鲁上奏引宋璟不与杨思勖交谈、李鄘耻为吐突承璀所荐而坚辞相位不拜之事，认为士大夫的立身之节当以宋璟、李鄘为法，表示自己羞于和受宦官推荐为御史者为伍，使得这些人没有被任为御史。

### 唐穆宗年间
十五年（820年），李鄘去世，这时在位的是继位为唐穆宗的李恒。李鄘谥号肃，赠太子太保。

## 家族
出自江夏李氏。高祖父李元哲（李善父）起定居廣陵。曾祖父李昉。祖父李睦任鄆州司戶參軍。父李暄任起居舍人。李鄘至少有一兄李鄆。
子李拭（《旧唐书》本传误作李柱）官至浙东观察使、起居舍人。李拭之子李磎在唐昭宗年间也担任宰相。

## 延伸阅读
[在维基数据编辑]
 《舊唐書·卷157》，出自刘昫《舊唐書》
 《新唐書/卷146》，出自《新唐書》